# Excited delirium
Excited delirium (expressão que em inglês pode significar delírio agitado, delírio induzido ou delírio seguido de morte) é uma condição que se manifesta como uma combinação de delírio, agitação psicomotora, ansiedade, alucinações, distúrbios da fala, desorientação, comportamento violento e excêntrico, insensibilidade à dor, elevada temperatura corporal e força sobre-humana. Também é conhecida como síndrome do delírio agitado se resultar em morte súbita (geralmente pela via cardíaca ou respiratória), por vezes associada a medidas de controle físico, incluindo a repressão policial e o uso de tasers. O delírio agitado ocorre com mais frequência em homens com grave doença mental e/ou abuso crônico ou agudo de drogas, particularmente as drogas estimulantes como a cocaína. A abstinência alcoólica ou o traumatismo craniano também contribuem para a condição.